# 가와이 고이치
가와이 고이치(일본어: 川井 光一, 1979년 3월 29일 ~ )는 일본의 전 축구 선수이다.

## 구단 경력
과거 에히메 FC에서 활동하였다.